# ドキシラミン
ドキシラミン（doxylamine）は鎮静作用のある抗ヒスタミン薬の一つである。医薬品として用いられるのはコハク酸塩（コハク酸ドキシラミン）である。日本では医薬品として未発売である。
米国などでは、単独で短時間作用型の睡眠改善薬として用いられるほか、他の成分と組み合わせて風邪やアレルギーの諸症状を緩和するための夜間服用型の薬として用いられることがある。また、妊娠中の女性のつわりの諸症状を緩和するための薬としてビタミンB6（ピリドキシン）と組み合わせたコハク酸ドキシラミン及び塩酸ピリドキシンの商品がある。

## 用途
ドキシラミンはエタノールアミン系抗ヒスタミン薬である

### 各国での剤型
コハク酸ドキシラミンの米国での睡眠改善薬としての用量は6.25mg～25mgである。米国FDAは高用量を推奨していないが、一般的な一回分の用量が米国より高用量の国もあり、中にはオーストラリア（RestavitやDozileの商品名で販売されている）のように50mgに上る国もある。

## 作用の特徴
その抗アレルギー作用は米国で市販されるジフェンヒドラミン以外のほぼ全ての抗ヒスタミン薬を上回る。（この比較については不確かであると指摘する専門家が多く、ましてや日本未発売の医薬品である）また、ドキシラミンは米国の店頭で市販される睡眠改善薬の中では最も効き目が強く、その強さは一部の処方箋が必要な睡眠薬を上回り、ドキシラミンの鎮静作用はフェノバルビタールより強いとする研究もある。

## 代謝
主な代謝物は、デスメチルドキシラミンとジデスメチルドキシラミンの2つである。

## 製品
日本ではドキシラミンを有効成分として含有する医薬品は医療用、一般用共に販売されていない。
アメリカでは、風邪の諸症状を緩和する薬として店頭販売されているNyQuilの鎮静成分である。またOTCの睡眠改善薬として、Somnil、Dozile、Donormyl、Restavit、Unisom-2などの商品名で用いられている。Unisomの商品名で販売されている錠剤タイプの睡眠改善薬の有効成分だが、Unisomの軟カプセル剤タイプではドキシラミンの代わりにジフェンヒドラミンが用いられている。またEvanormの商品名で、ビタミンB6と葉酸と共に配合されたものもある。
オーストラリアやカナダなどの英連邦諸国や英国では、緊張型頭痛などの鎮痛薬として、商品名Dolased、Syndol、Mersyndolなどで、アセトアミノフェンやコデインと組み合わせて用いられている。
カナダでは、つわりの諸症状を緩和する薬、商品名Diclectinは、ビタミンB6と共に配合されている。

## 副作用
ドキシラミンには強い抗コリン作用があるため、口渇、運動失調、排尿障害、眠気などの副作用が生じることがある。排尿障害の副作用が強く顕れる可能性があるが故に、尿閉の症状を伴う前立腺肥大症（男性特有の疾患）は勿論、（種類に依るが）緑内障の診断を受けた者及びその疑いが有る者、シェーグレン症候群罹患者には投与すべきでない。（日本未発売であるが故、日本人のドキシラミンに対する、あらゆる感受性のデータが無い為、「投与禁忌」とは言えない。）
他、抗コリン作用を有する医薬品（第一世代、第二世代抗うつ薬等多数）との併用に関しても、リスクとベネフィットの見極めが問題となろうが、優先されるべきはドキシラミンによる催眠鎮静、抗アレルギー作用ではないとは思われる。

## 急性毒性
単回投与毒性試験におけるLD50は次の表の通り。
| 動物／投与経路 | 経口      | 静注     | 皮下注射  |
| -------------- | --------- | -------- | --------- |
| マウス         | 470 mg/kg | 62 mg/kg | 460 mg/kg |
| ラット         |           |          | 440 mg/kg |
| ウサギ         | 250 mg/kg | 49 mg/kg |           |